# Die drei Brüder

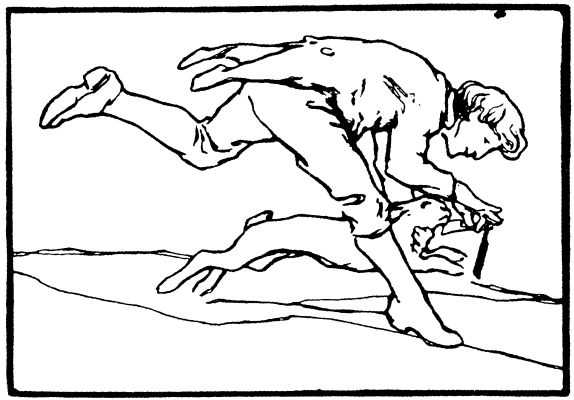
Illustration von Otto Ubbelohde, 1909

Die drei Brüder ist ein Märchen (ATU 654). Es steht in den Kinder- und Hausmärchen der Brüder Grimm an Stelle 124 (KHM 124). Ein estnisches Märchen mit dem gleichen Titel erzählt die Geschichte von drei Brüdern, von denen die beiden älteren klug, aufgeweckt und eingebildet waren und der jüngste tollpatschig, still und gutmütig war.

## Inhalt

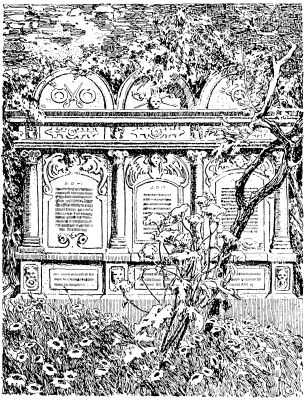
Illustration von Otto Ubbelohde, 1909

Ein Vater verspricht sein Haus demjenigen seiner drei Söhne, der das beste Meisterstück macht. Der älteste wird Schmied, der zweite Barbier und der dritte Fechter. Zu Hause schert der eine einem Hasen im Lauf ein Bärtchen, der andere reißt einem Gespann im Lauf die Hufeisen ab und beschlägt neu. Aber der dritte ficht so schnell, dass er im Regen nicht nass wird und bekommt das Haus. Die drei Brüder leben weiter gemeinsam im Haus des Vaters und bleiben in Eintracht bis ins Grab.

## Herkunft

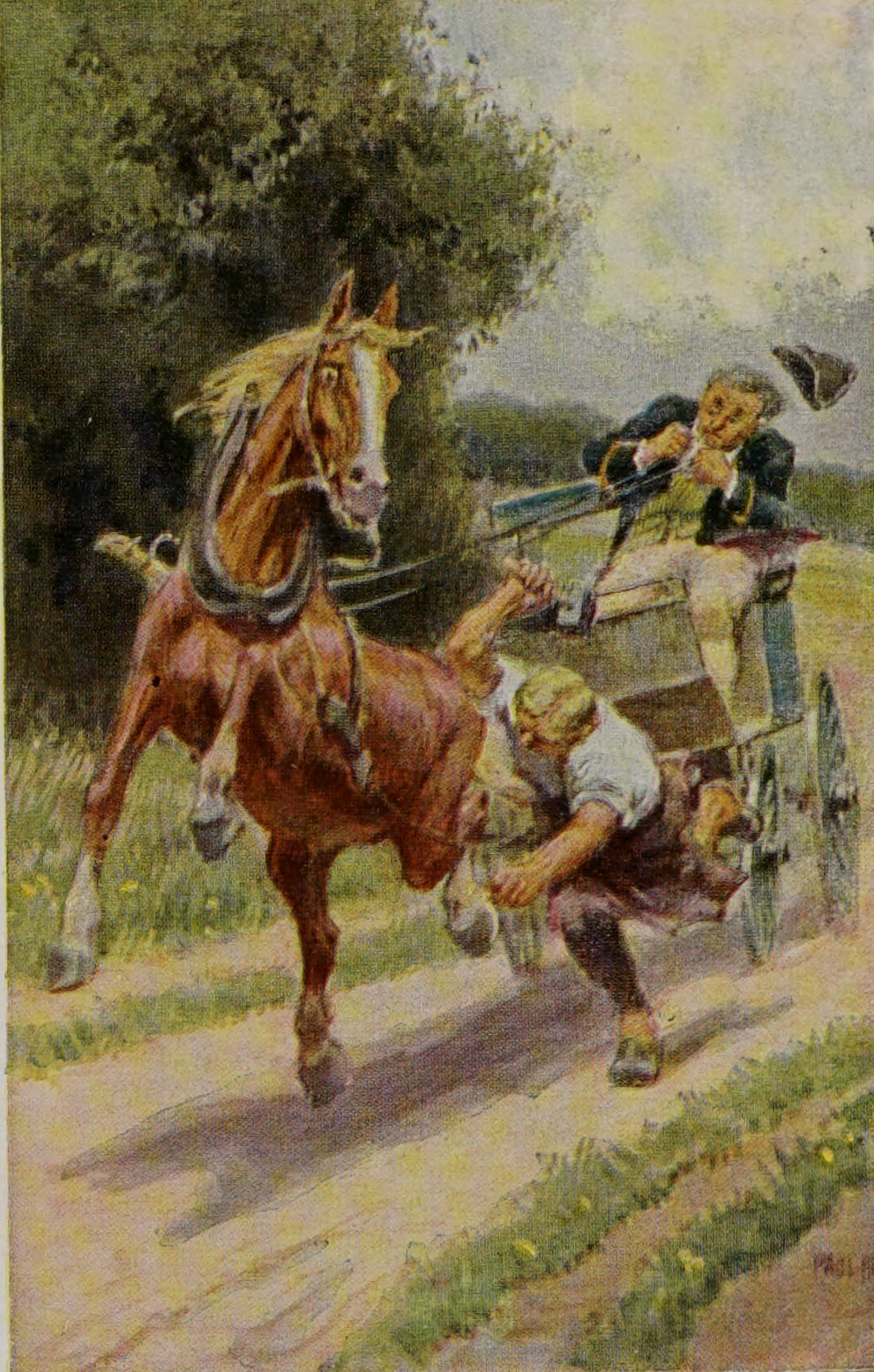
Illustration von Paul Hey, 1939

Das Schwankmärchen steht in Grimms Kinder- und Hausmärchen ab dem zweiten Teil der 1. Auflage 1815 (da Nr. 38) als Nr. 124 (in der kleinen Ausgabe ab 1833 nicht mehr, wegen Ähnlichkeit zu Die vier kunstreichen Brüder). Die Anmerkung lautet „Aus der Schwalmgegend, doch auch sonst vielfältig gehört“, wofür sie auch Schmellers „baier. Mundarten (S. 484. 485)“ nennen. Laut Hans-Jörg Uther machte wohl Ferdinand Siebert auf den Text aufmerksam. Solche Geschicklichkeitsproben kommen sonst v. a. in Lügengeschichten vor, diese hier identisch in Philippe d’Alcripes Sammlung (Nr. 1), ähnlich auch bei Johannes Gobi (Nr. 20). Der in Europa verbreitete Erzähltyp entstammt laut Kurt Ranke wohl dem Berufsstolz mittelalterlicher Handwerkskreise, auch wenn etwa Predigtexempel sie als Lügenmärlein abtun. Die Redensart „der kommt wie gerufen“ steht schon vorher in KHM 86 Der Fuchs und die Gänse, später auch in KHM 107 Die beiden Wanderer.